# François-Ferdinand d'Autriche
Pour les articles homonymes, voir François et Ferdinand.
Titres
Prince impérial d'Autriche-Hongrie
19 mai 1896 – 28 juin 1914
(18 ans, 1 mois et 9 jours)
Prétendant au trône de Modène
20 novembre 1875 – 28 juin 1914
(38 ans, 7 mois et 8 jours)
Signature
François-Ferdinand de Habsbourg-Lorraine (en allemand : Franz Ferdinand von Habsburg-Lothringen, en hongrois : Habsburg–Lotaringiai Ferenc Ferdinánd), né le 18 décembre 1863 à Graz et mort assassiné le 28 juin 1914 à Sarajevo (Autriche-Hongrie), fut archiduc de Basse-Autriche et de Haute-Autriche ainsi que prince royal de Hongrie et prince de Bohême. Il devient l'héritier du trône de l'Empire austro-hongrois à partir de 1896. Son assassinat est l'événement déclencheur de la Première Guerre mondiale,,.

## Biographie

### Enfance et héritages d'un État en situation d'échec

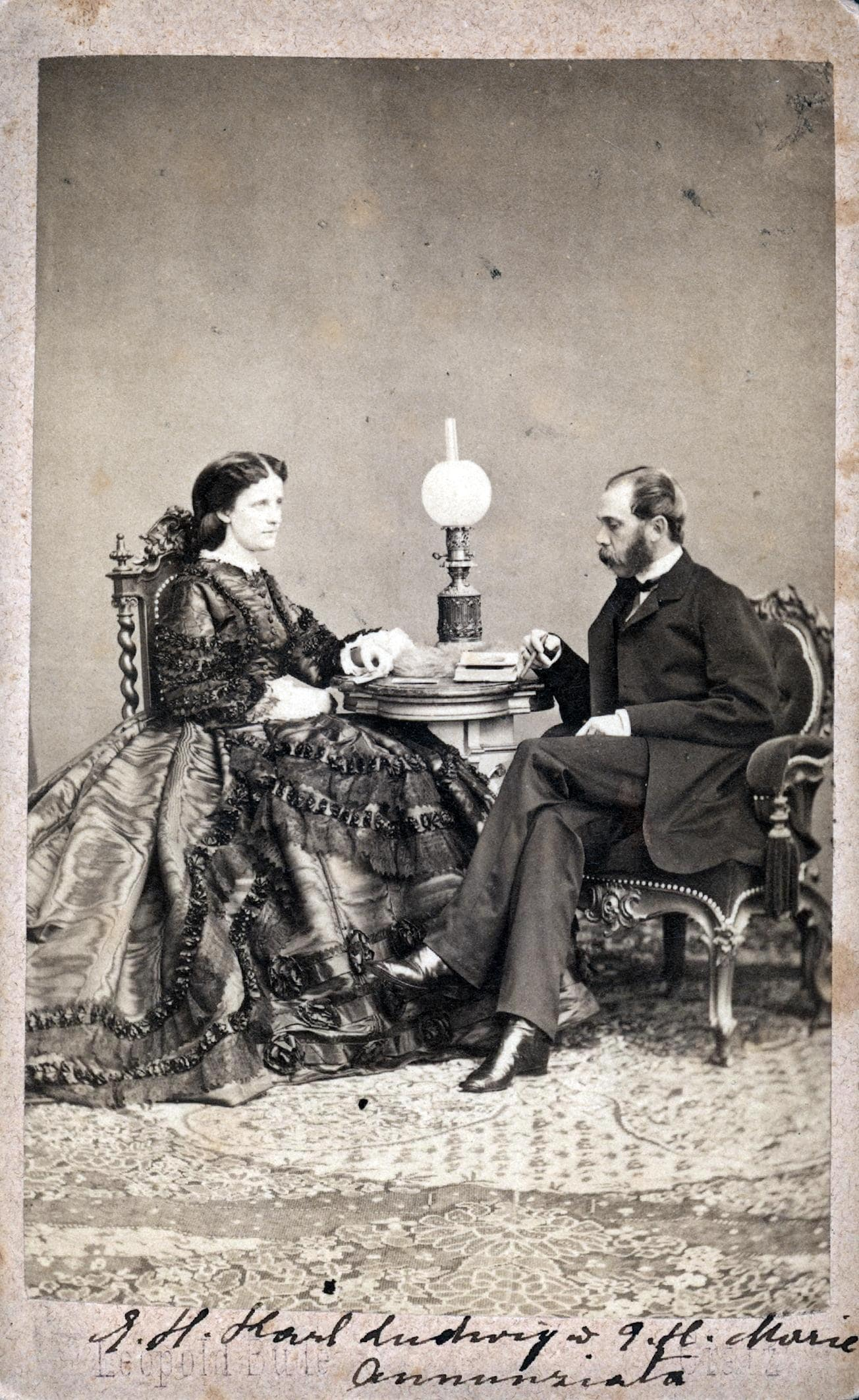
L'archiduc Charles-Louis et l'archiduchesse Marie-Annonciade, parents de l'archiduc (1870).

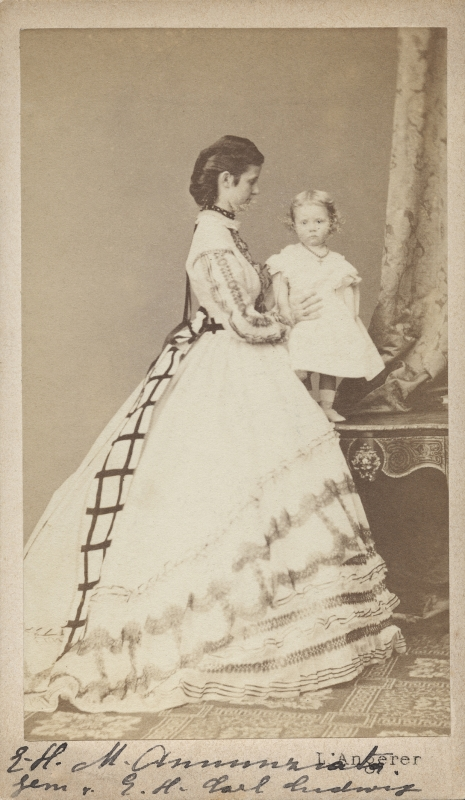
L'archiduc François-Ferdinand, avec sa mère, l'archiduchesse Marie-Annonciade, vers 1865.

François-Ferdinand naît le 18 décembre 1863 à Graz (Styrie) en Autriche. Neveu de l'empereur François-Joseph Ier, il est le fils aîné de l'archiduc Charles-Louis, frère cadet de l'empereur et de sa seconde épouse, la princesse Marie-Annonciade de Bourbon-Sicile, ainsi que le petit-fils de la fameuse archiduchesse Sophie, véritable chef de la famille impériale, et du roi Ferdinand II des Deux-Siciles, qui s'était fait haïr des libéraux européens en ordonnant le bombardement de la ville sicilienne de Messine qui s'était révoltée. À sa naissance, le royaume des Deux-Siciles vient d'être annexé de force au nouveau royaume d'Italie. Le mariage de ses parents ne revêt aucune importance politique pour l'empire d'Autriche mais rappelle à l'Europe, l'attachement de la maison de Habsbourg-Lorraine aux valeurs d'un catholicisme conservateur voire autoritaire. Le nourrisson est quatrième dans l'ordre de succession au trône après son cousin germain l'archiduc-héritier Rodolphe, unique fils de l'empereur, son oncle paternel l'archiduc Ferdinand-Maximilien et son père.
Après la naissance de François-Ferdinand, l'archiduc Charles-Louis et l'archiduchesse Marie-Annonciade ont eu trois autres enfants :
- l'archiduc Otto en 1865, père du futur Charles Ier ;
- l'archiduc Ferdinand-Charles en 1868 ;
- l'archiduchesse Marguerite en 1870.

### Un archiduc aux mains des parvenus
À l'époque, l'empereur des Français Napoléon III, avec l'aide du roi des Belges, a envahi le Mexique qui ne payait plus ses dettes envers l'Europe. Ce prétexte est aussi l'occasion de barrer la route des États-Unis qui se débattent dans la guerre civile et de freiner leur influence en Amérique latine. L'empereur des Français essaie d'affirmer le principe monarchique sur ce continent républicain et cherche un souverain européen pour le Mexique. Son choix se porte sur l'archiduc Maximilien, frère de l'empereur d'Autriche et de l'archiduc Charles-Louis. En effet, des ragots non vérifiés prétendent que l'archiduc serait en réalité le fils du duc de Reichstadt (donc biologiquement un Bonaparte). De plus, il a épousé la fille du roi des Belges. Cette alliance permettra de réconcilier la France et l'Autriche, qui se sont combattues en Italie quatre ans plus tôt. L'aventure tournera au fiasco. L'empereur du Mexique sera fusillé par les rebelles, et l'impératrice sombrera dans la folie.

### L'Autriche rejetée d'Italie et d'Allemagne: fin du pouvoir absolu
L'alliance française n'a pas été plus favorable à l'Autriche que son inimitié. Après les défaites face à la France et à la Sardaigne qui ont ôté à l'Autriche son influence en Italie, chassé les dynasties en place (donc l'oncle paternel du petit archiduc), permis l'annexion des différents États italiens et la proclamation du royaume d'Italie au profit du roi de Sardaigne en 1861, c'est un nouveau revers pour l'empereur d'Autriche qui, en 1866, à cause d'une autre défaite militaire cette fois-ci face à la Prusse, verra son pouvoir sur les États allemands s'effondrer au profit du roi de Prusse. Face à ces échecs et pour apaiser ses peuples, l'empereur se résout à mettre fin à son pouvoir absolu, à octroyer une charte puis à donner une place pleine et entière aux Magyars qui ont dangereusement mis sa couronne en péril durant la révolution de 1848. La Hongrie, si souvent en révolte, devient un royaume indépendant sous l'autorité de l'empereur d'Autriche, partageant certaines prérogatives avec l'Autriche. En juin 1867, l'empereur François-Joseph Ier est couronné roi de Hongrie à Budapest au détriment des populations slaves de l'empire qui lui étaient restées fidèles. En 1871, la fondation de l'Empire allemand au profit du roi de Prusse Guillaume Ier après une guerre victorieuse contre la France sera également considérée comme un camouflet pour l'empereur d'Autriche, tandis que l'Empire français s'effondre et que, pour la troisième fois, la France devient une république.

### L'aîné de la famille
Victime de la tuberculose, l'archiduchesse Marie-Annonciade meurt à l'âge de 28 ans en 1871, laissant orphelins de mère ses quatre enfants dont l'aîné, François-Ferdinand, n'a que sept ans. L'année suivante, c'est l'archiduchesse Sophie qui rend à Dieu son âme inflexible en politique mais tendre envers ses petits-enfants.
Pour la seconde fois, l'archiduc Charles-Louis est veuf. Il n'a que 38 ans. Il se remarie en 1873 à Marie-Thérèse de Bragance. Elle aussi issue d'une branche catholique et conservatrice de la maison de Bragance, l'infante est née et a été élevée loin de son pays d'origine. Elle est la fille du défunt roi Michel Ier de Portugal - mort en exil pour avoir convoité le trône de sa nièce - et de la princesse Adélaïde de Löwenstein-Wertheim-Rosenberg. La nouvelle archiduchesse a 22 ans de moins que son mari. C'est une femme de caractère, d'une grande piété. Elle élèvera comme les siens ses beaux-enfants dont l'aîné n'a que 8 ans de moins qu'elle.
L'archiduc Charles-Louis et l'archiduchesse Marie-Thérèse donneront le jour à deux filles qui viendront compléter la fratrie :
- Marie-Annonciade (1876-1961) ;
- Élisabeth (1878-1960).

En 1875, son cousin François V, gendre du roi Louis Ier de Bavière, le dernier duc de Modène, meurt sans enfant. Il désigne alors comme héritier François-Ferdinand, alors âgé de onze ans, à la condition qu'il ajoute Este à son nom. François-Ferdinand relève ainsi le titre de la branche autrichienne de Modène, issue du mariage de l'archiduc Ferdinand d'Autriche-Este avec la princesse Marie-Béatrice de Modène en 1771.
À la mort de l'archiduc Rodolphe, retrouvé sans vie dans le pavillon de chasse de Mayerling, le 30 janvier 1889, en compagnie de sa maîtresse Marie Vetsera, le père de François-Ferdinand devient héritier du trône. Il y renonce immédiatement en faveur de son fils aîné[Quoi ?]. L'archiduc Charles-Louis meurt prématurément d'une fièvre typhoïde contractée après avoir bu l'eau du Jourdain lors d'un pèlerinage en Terre sainte en 1896. Dès lors, François-Ferdinand est désigné officiellement comme héritier du trône impérial.

### Amateur de chasse
La chasse est la grande passion de François-Ferdinand, qui jouit d'une réputation de bon tireur. Dès le début des années 1890, il est considéré comme le meilleur tireur du monde.
Il fait, pour chasser, le tour du monde en 1893 à bord du croiseur SMS Kaiserin Elisabeth, mais emmène aussi diplomates (pour représenter l'Empire), photographes, taxidermistes et naturalistes pour garnir les vitrines du musée d'histoire naturelle de Vienne. Il ressort de ses cahiers de chasse, qui ont tous été préservés, qu'avec ses équipes il a tué au cours de sa vie 274 889 animaux. Parmi eux, de nombreux animaux exotiques tels que les tigres, les lions et les éléphants et jusqu'aux kangourous et aux émeus d'Australie.
Plus tard, le relevé d'un jour de juin 1908 indique 2 763 mouettes et en 1911, son palmarès de l'année s'élève à 18 799 têtes. Ce penchant pour la chasse est jugé excessif, même par la noblesse européenne de cette époque. Pas moins de 100 000 trophées sont exposés dans son château de Konopiště en Bohême, qui contient également une grande collection d'antiquités, l'autre passion de François-Ferdinand.

### Carrière militaire

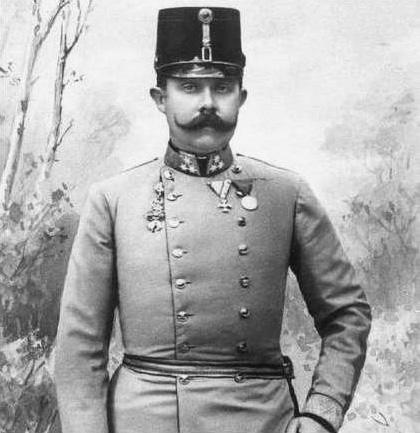
François-Ferdinand en uniforme.

Comme tout membre masculin de la maison de Habsbourg-Lorraine, François-Ferdinand entre dans l'armée austro-hongroise dès son plus jeune âge. Ses promotions sont rapides et fréquentes. Il atteint le rang de lieutenant à l'âge de quatorze ans, capitaine à vingt-deux ans, colonel à vingt-sept et enfin major-général à trente et un ans.
Bien qu'il n'ait jamais reçu de formation au commandement, il dirige brièvement le 9e régiment de hussards. En 1898, il devient le représentant « à la disposition de Sa Majesté » pour tous les services et agences militaires qui reçoivent l'ordre de lui transmettre tous leurs documents.
En 1913, l'héritier du vieil empereur est nommé inspecteur général des forces armées de l'Autriche-Hongrie (Generalinspektor der gesamten bewaffneten Macht), position supérieure à celle détenue auparavant par l'archiduc Albert de Teschen et qui prévoit le commandement des troupes en temps de guerre.

### Honneur et déshonneurs: mariage, famille, dynastie

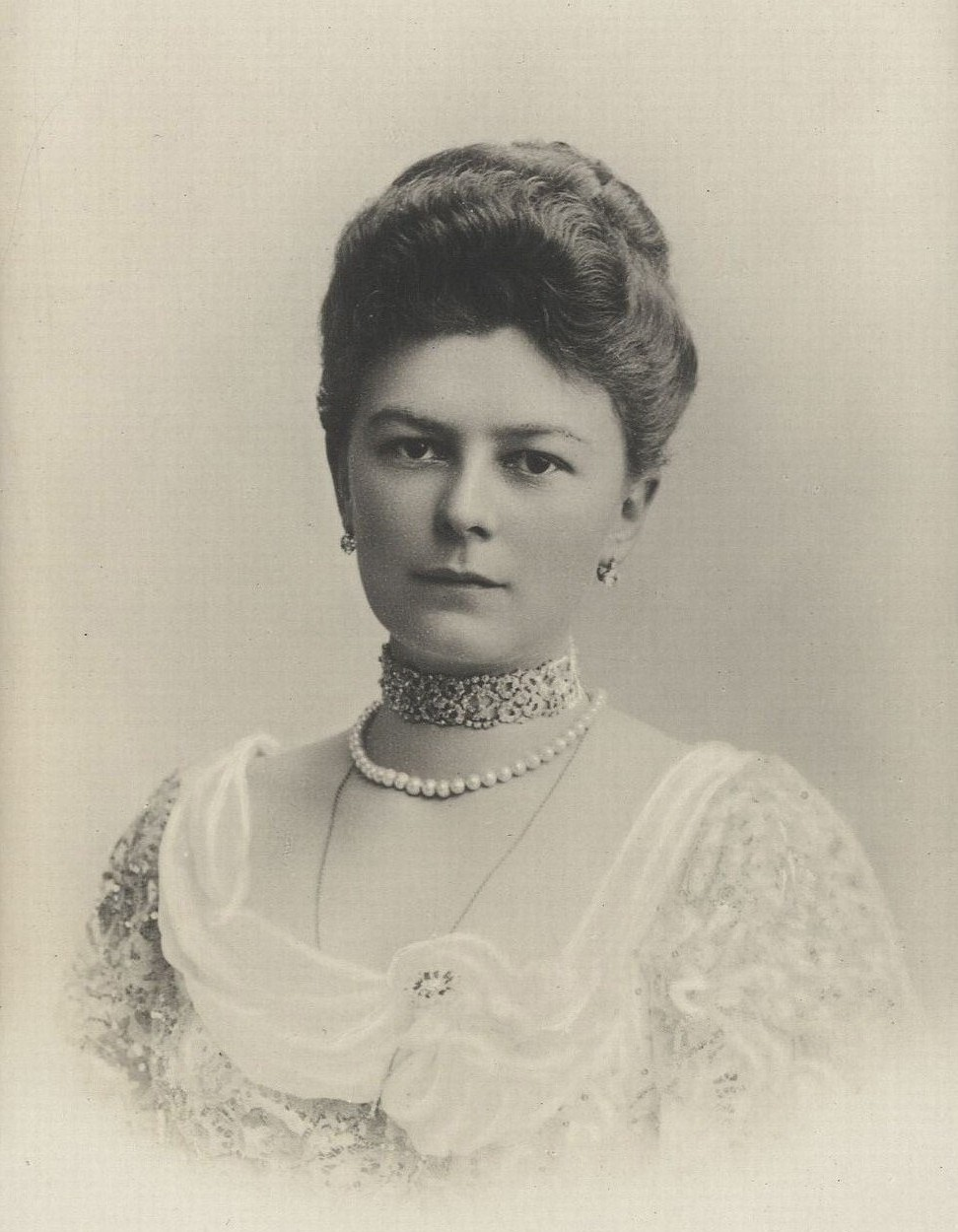
Sophie Chotek de Chotkowa et Wognin.

En 1894, François-Ferdinand rencontre la comtesse Sophie Chotek lors d'un bal à Prague. De bonne noblesse, toujours célibataire à l'âge de 26 ans, Sophie est une dame de compagnie de la princesse Isabelle de Croÿ, épouse de l'archiduc Frédéric de Teschen.
François-Ferdinand commence à fréquenter la villa de l'archiduc Frédéric à Presbourg. Cependant, l'archiduc part soigner sa tuberculose sur l’île de Lošinj au large de la mer Adriatique où il se trouve en convalescence. Sophie lui écrit. Pour éviter le scandale, ils gardent leur relation secrète. L'archiduchesse Isabelle suppose que l'archiduc recherche sa future épouse et future impératrice parmi ses nombreuses filles. Elle en est flattée. Un jour, alors que l'archiduc a laissé ses affaires personnelles et notamment sa montre sur un banc pour participer à un match de tennis, l'archiduchesse Isabelle s'empare discrètement de la montre et l'ouvre, croyant y trouver le portrait de celle de ses filles choisie par l'archiduc héritier ; elle découvre le portrait de sa dame d'honneur. Offusquée, elle chasse bruyamment celle qui n'est plus pour elle qu'une « intrigante ». L'archiduc Otto, frère cadet cynique et débauché de l'archiduc, lui propose d'en faire sa maîtresse. Le scandale est public mais François-Ferdinand, chevaleresque, refuse de se séparer de la femme qu'il aime et qui partage ses sentiments. Profondément amoureux, il refuse d'épouser une autre femme au grand dam de l'empereur.
En effet, les règles matrimoniales imposent à tous les membres de la maison impériale et royale de Habsbourg-Lorraine — ainsi qu'à toutes les maisons souveraines de l'époque — d'épouser uniquement un membre d'une dynastie régnante ou ayant régné en Europe. Sophie ne fait pas partie d'une de ces familles, même si elle compte parmi ses ancêtres, par les femmes, des princes de Bade, de Hohenzollern-Hechingen et de Liechtenstein. Un des ancêtres directs de Sophie est Albert IV le Sage, comte de Habsbourg et landgrave de Haute-Alsace (1188 – 1239), dont elle descend par sa fille Élisabeth de Habsbourg, sœur de l'empereur Rodolphe Ier du Saint-Empire.
L'empereur est confronté à un dilemme : si François-Ferdinand fait fi de ses devoirs et renonce à ses droits au trône, ceux-ci passeront à son frère cadet l'archiduc Otto qui est un débauché et un libertin notoire. Transmettre sa couronne à un homme aussi indigne de la porter pose au vieil empereur un cas de conscience shakespearien.
Finalement, en 1899, l'empereur François-Joseph autorise le mariage, à la condition qu'il soit officiellement considéré comme morganatique et que leurs descendants ne puissent prétendre à la couronne. Ainsi, Sophie ne partage pas les rang, titre, préséance ou privilèges de son époux. De plus, elle ne peut paraître en public à ses côtés, ne peut voyager dans la voiture impériale ni s'asseoir dans la loge impériale au théâtre à côté de son époux.
Le mariage de l'héritier du trône austro-hongrois est célébré discrètement le 1er juillet 1900 en la chapelle du château de Reichstadt (Zákupy) en Bohême. Ni François-Joseph, ni aucun archiduc, pas même les frères de François-Ferdinand, n'assistent à la cérémonie. Les seuls membres de la famille impériale présents sont l'archiduchesse Marie-Thérèse de Portugal et ses deux filles Marie-Annonciade et Élisabeth, belle-mère et demi-sœurs de François-Ferdinand.
Après son mariage, Sophie reçoit le titre de princesse souveraine de Hohenberg (Fürstin von Hohenberg), avec traitement d'altesse sérénissime (Ihre Durchlaucht). En 1909, elle reçoit le titre plus élevé de duchesse de Hohenberg (Herzogin von Hohenberg), avec traitement d'altesse (Ihre Hoheit). Malgré cela, elle cède en préséance aux archiduchesses (y compris celle qui sont en bas âge) et reste éloignée de son époux en présence des autres membres de la famille impériale.

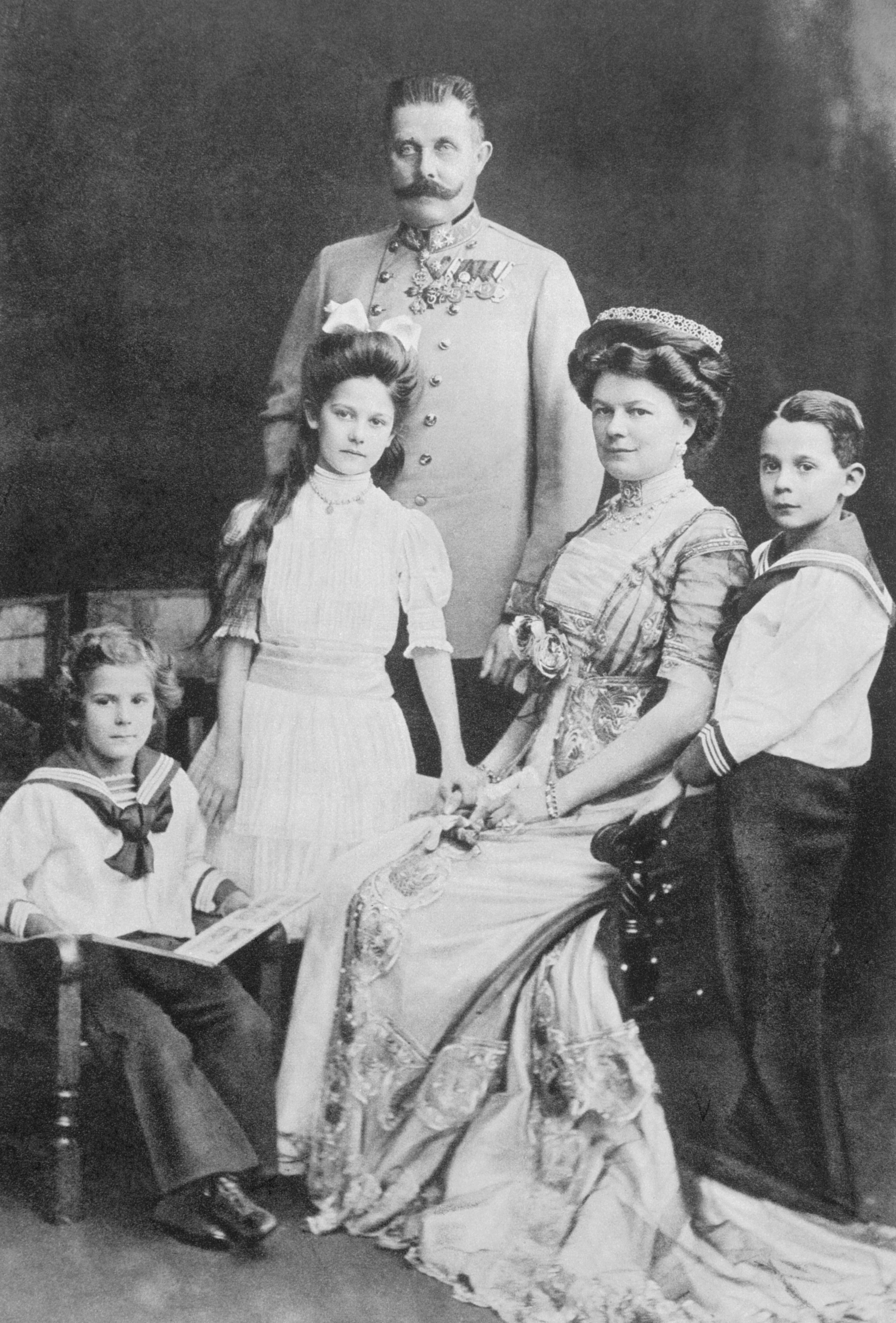
L'archiduc François-Ferdinand, avec son épouse Sophie, duchesse de Hohenberg et leurs trois enfants, Sophie, Maximilien et Ernest.

Le couple a quatre enfants qui leur donneront à titre posthume douze petits-enfants dont onze garçons :
- la princesse Sophie de Hohenberg (1901-1990), qui épouse en 1920 le comte Frédéric de Nostitz-Rieneck (1891-1973), dont postérité, quatre enfants (dont trois fils) ;
- le prince Maximilien de Hohenberg (1902-1962), titré duc de Hohenberg en 1917 avec droit de transmission au chef de la maison Hohenberg. Il épouse la comtesse Élisabeth von Waldburg zu Wolfegg und Waldsee (1904-1993), dont postérité, six fils ;
- le prince Ernest de Hohenberg (1904-1954) qui épouse Marie-Therese Wood (1910-1985), dont postérité, deux fils ;
- un fils mort-né en 1908, enterré au château d'Artstetten, à proximité de ses parents[25],[26].

En 1889, l'archiduc-héritier François-Ferdinand avait reçu de son père, l'archiduc Charles-Louis, le château d'Artstetten. Par la suite, il acquiert le château de Konopiště qui est sa dernière résidence avant son assassinat à Sarajevo. En 1909, peu après la mort de son dernier-né, il signe le contrat pour la construction d'un caveau familial de douze places sous l'église du château d'Artstetten pour lui, son épouse et leurs enfants.
Le couple, très uni, mène une vie retirée. Férus d'horticulture, François-Ferdinand et son épouse font construire les premières serres en Autriche et cultivent une roseraie contenant plusieurs milliers de cultivars.

### Caractère
L'archiduc était une personne réservée, voire méfiante. L'historien allemand Michael Freund décrit François-Ferdinand comme « un homme d'une énergie sans inspiration, sombre physiquement et émotionnellement, qui irradiait d'une aura d'étrangeté et jetant une ombre de violence et d'imprudence … une vraie personnalité au milieu de l'ineptie aimable caractérisant la société autrichienne de l'époque ».
Son admirateur Karl Kraus ajoute : « Il n'était pas de ceux qui vous saluent... il ne se sentait aucune obligation d'atteindre cette région inexplorée que les Viennois appellent leur cœur ».
Ses relations avec l'empereur François-Joseph étaient tendues : le serviteur personnel de l'empereur indique dans ses mémoires que « le tonnerre et la foudre faisaient rage pendant leurs discussions ».
Les commentaires et ordres que l'héritier du trône écrit dans les marges des documents de la commission centrale impériale pour la conservation architecturale (dont il est le protecteur) révèlent ce qui peut être décrit comme « un conservatisme colérique ».

### Idées politiques

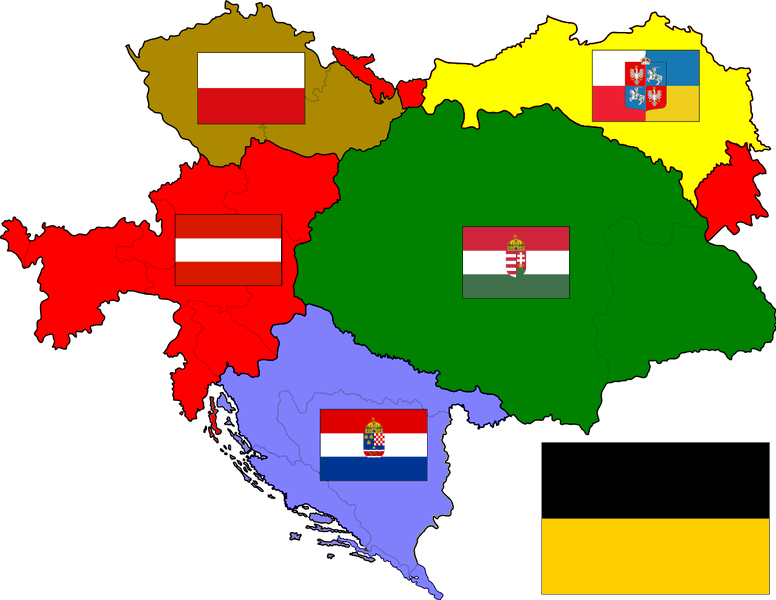
Projet de réforme de l'archiduc François-Ferdinand avec cinq royaumes égaux dont le « Sud-Slave » en violet.

Proposition d'Aurel Popović : quinze « États fédérés » ethnolinguistiques semi-autonomes formant la confédération des « États-Unis de Grande-Autriche ».

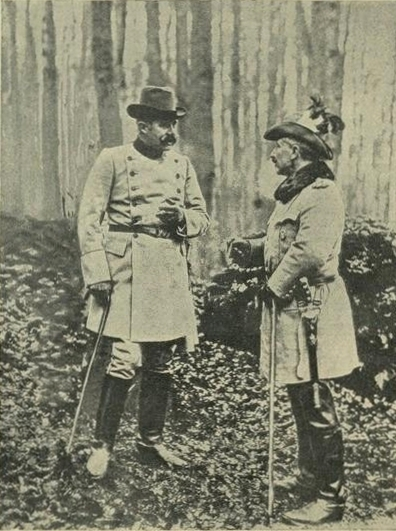
L'archiduc et l'empereur allemand Guillaume II.

Les historiens sont en désaccord sur la façon de définir les philosophies politiques de François-Ferdinand. Certains lui attribuent des vues libérales sur les peuples de l'Empire (Juifs compris) tandis que d'autres mettent l'accent sur son centralisme dynastique, son conservatisme catholique et sa tendance à entrer en conflit avec d'autres dirigeants. Tous ont des arguments, car le centralisme et l'autoritarisme dynastique n'empêchent pas des positions politiquement fédéralistes : Jean-Paul Bled estime pour sa part qu'il reste essentiellement un conservateur et un catholique militant, aussi bien dans sa conception de l'État que dans ses goûts personnels, mais qu'il est aussi un partisan de la réforme du dualisme austro-hongrois et de la modernisation technologique de l'Empire, plus particulièrement de son armée.
Il a plaidé pour l'octroi d'une plus grande autonomie au sein de l'Empire pour les peuples autres que les Allemands et les Hongrois, et pour la prise en compte de leurs doléances, en particulier pour les Tchèques en Bohême et pour les peuples slaves méridionaux de Croatie et de Bosnie, exclus du pouvoir par le compromis austro-hongrois de 1867.
L'historien italien Leo Valiani rapporte :

« François-Ferdinand était un prince aux penchants absolutistes, mais il avait certains dons intellectuels et un incontestable sérieux moral. Un de ses projets — malgré son impatience, sa suspicion, son tempérament hystérique, son engagement à cet égard et les méthodes par lesquelles il s'est proposé d'y parvenir et qui ont souvent changé — était de consolider la structure de l’État, l'autorité et la popularité de la Couronne, dont il voyait clairement que le sort de la dynastie dépendait, en supprimant, si ce n'est la dominance des Autrichiens allemands qu'il souhaitait maintenir pour des raisons militaires mais en diminuant l'administration civile, certainement l'emprise beaucoup plus lourde des Magyars sur les Slaves et les Roumains qui en 1848-49 avaient préservé la dynastie dans des combats armés avec les révolutionnaires hongrois.
Le baron Margutti, aide de camp de François-Joseph, a entendu dire par François-Ferdinand en 1895, puis en 1913 – avec une constance remarquable, compte tenu des changements qui ont eu lieu entre ces années – que l'introduction du dualisme austro-hongrois en 1867 avait été désastreuse et que, quand il monterait sur le trône, il rétablirait un gouvernement central fort : cet objectif, selon lui, ne pourrait être atteint que par l'octroi de l'autonomie administrative à toutes les nationalités de la monarchie.
Dans une lettre du 1er février 1913 à Leopold Berchtold, ministre des Affaires étrangères de l'empire d'Autriche-Hongrie, dans laquelle il donne ses raisons pour ne pas vouloir la guerre avec la Serbie, l'archiduc déclare : « l'irrédentisme contre notre pays […] cessera immédiatement si les Slaves ont une vie confortable et agréable au lieu d'être bafoués par les Hongrois ».
Ce qui a incité Berchtold a écrire dix ans après la mort de François-Ferdinand que s'il était monté sur le trône, il aurait remplacé le dualisme austro-hongrois par une fédération supranationale. »

L'idée centrale qui anime François-Ferdinand est celle de restaurer un pouvoir central fort, affaibli selon lui par le compromis de 1867 qui accordait trop de pouvoirs à la noblesse hongroise, pour laquelle il éprouvait une vive hostilité. L'archiduc considère le nationalisme hongrois comme une menace pour la dynastie des Habsbourg et se met en colère quand les officiers du 9e régiment de hussards (qu'il commande) parlent hongrois en sa présence — bien qu'il s'agisse de la langue officielle du régiment. Il tient en outre la composante hongroise de l'armée de la double monarchie, la Honvédség, comme une force peu fiable et menaçante contre l'empire. Il se plaint de l'incapacité des Hongrois à fournir des fonds à l'armée commune et s'oppose à la formation d'unités d'artillerie au sein des forces hongroises.
Il soutient l'instauration du suffrage universel pour renforcer la représentation des divers peuples à la diète de Budapest et ainsi affaiblir la noblesse hongroise. Ses meilleurs soutiens se trouvent donc parmi les peuples soumis à la domination hongroise. Des personnalités croates, slovaques et roumaines sont des familiers de sa résidence viennoise, tels Milan Hodza ou Iuliu Maniu.
Toutefois, il ne faudrait pas croire que l'archiduc était critique uniquement envers les Hongrois et amical envers tous les peuples non-représentés de l'Empire : s'il a des amitiés au sein de la noblesse (allemande) de Bohême, en revanche ses liens avec les Tchèques sont « exécrables » et il est également très critique envers l'aristocratie polonaise.
En revanche, contrairement à Franz Conrad von Hötzendorf, chef de l'état-major général de Vienne, François-Ferdinand préconise une approche prudente envers la Serbie, pensant qu'un traitement dur de cette dernière (préconisé par Hötzendorf) amènerait l'Autriche-Hongrie à un conflit ouvert avec la Russie, ruinant les deux empires : l'histoire lui donnera raison. Il entretient des relations cordiales avec l'empereur allemand Guillaume II, un homme de sa génération, qui soutient ses vues pour mieux contrôler l'alliance austro-allemande.
Enfin, bien que l'Autriche-Hongrie ait participé en 1900 à l'Alliance des huit nations pour écraser la révolte des Boxers en Chine, François-Ferdinand estime que la double monarchie n'agit pas comme une grande puissance, car elle n'a pas de troupes stationnées à demeure en Chine, alors que « des États nains comme la Belgique et le Portugal », en ont. François-Ferdinand est un important et influent partisan de la Marine austro-hongroise à une époque où la puissance de la mer n'est pas une priorité dans la politique étrangère de l'Autriche. Après son assassinat en 1914, la Marine rend hommage à François-Ferdinand et à sa femme en transportant leurs dépouilles à bord du SMS Viribus Unitis.

### Assassinat
François-Ferdinand avait eu l'intuition de son assassinat et en avait informé son neveu Charles, quelques mois avant l'événement.

#### Voyage à Sarajevo

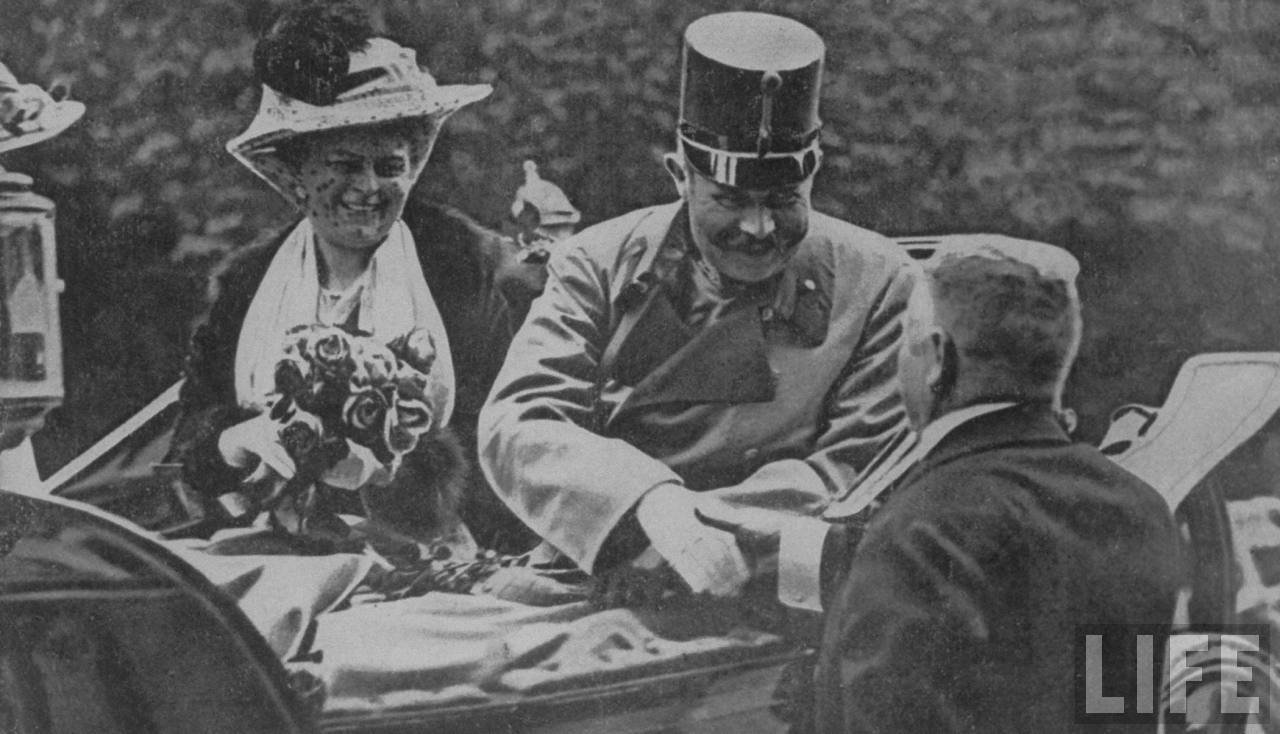
François-Ferdinand et Sophie à Sarajevo le 28 juin 1914.

En 1913, l'archiduc François-Ferdinand a été nommé inspecteur général des armées. À la demande de l'empereur François-Joseph, il participe aux manœuvres de l'armée austro-hongroise en Bosnie en juin 1914.
Afin de pouvoir voyager et se présenter aux côtés de sa femme, l'archiduc précise que ce déplacement est d'ordre privé et non officiel. De ce fait, le couple ne bénéficie pas du système de protection mis en place lors des voyages officiels des membres de la dynastie.
Après la fin des manœuvres, le 27 juin 1914, François-Ferdinand a prévu pour le lendemain une visite de Sarajevo, capitale de la Bosnie-Herzégovine, avec son épouse Sophie, afin d'inaugurer un nouveau musée. Après une réception donnée par le général Potiorek, gouverneur de la ville, la journée doit se poursuivre par la visite d'une mosquée et d'un fabricant de tapis. La visite coïncide avec le quatorzième anniversaire de l'annonce du mariage de François-Ferdinand et Sophie et l'archiduc tient à faire profiter son épouse des honneurs qu'il reçoit.
Les circonstances du voyage d'inspection de François-Ferdinand à la suite des grandes manœuvres organisées en Bosnie-Herzégovine semblent avoir favorisé les assassins :
- le 28 juin est le jour anniversaire de la défaite des Serbes à la bataille de Kosovo en 1389 face aux Ottomans. La visite d'un Habsbourg-Lorraine est considérée par certains nationalistes serbes comme une provocation[45] ;
- Bilinski, ministre chargé de l'administration de la Bosnie-Herzégovine à Vienne, ne tient pas compte de l'avertissement de l'ambassadeur de Serbie à Vienne, Jovan Jovanovic, affirmant qu'un attentat était en préparation ;
- en présence de Sophie, épouse morganatique de l'archiduc, le grand-maître de la cour, le pointilleux prince de Montenuovo — lui-même issu du mariage morganatique d'une tante de l'empereur, c'est le petit-fils de Marie-Louise d'Autriche — retire la troupe — 40 000 hommes — de Sarajevo, afin de ne pas rendre les honneurs militaires que la duchesse de Hohenberg n'était pas en droit de recevoir mais privant le couple d'une protection militaire.

#### L'attentat

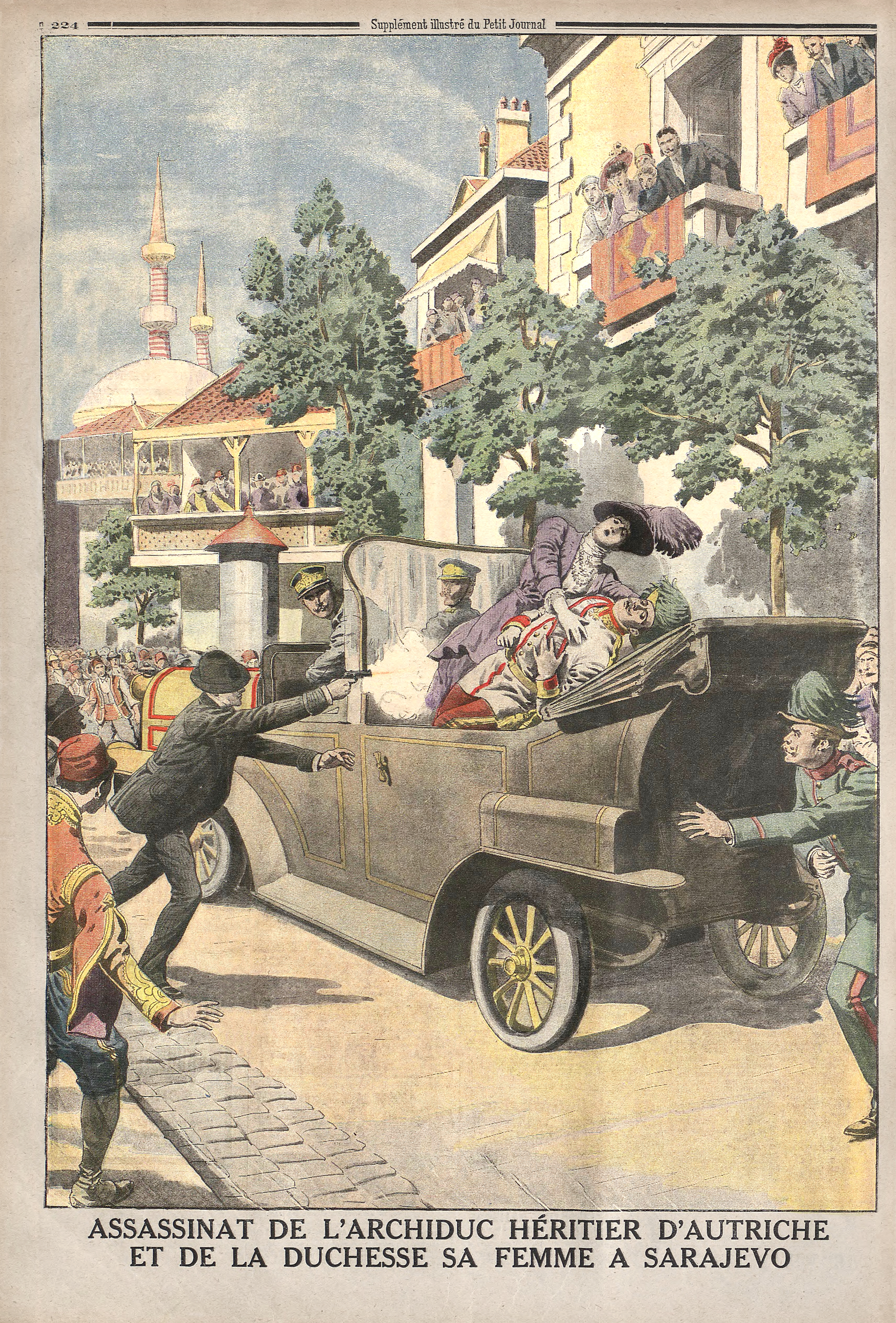
La quatrième de couverture du Petit Journal du 12 juillet 1914.

Un premier attentat a lieu sur le parcours menant à la réception prévue en l'honneur de l'archiduc et de son épouse. Un des conspirateurs, Nedeljko Čabrinović, jette une grenade sur la voiture du couple. Cependant, la bombe explose derrière eux, blessant les occupants de la voiture suivante.
En arrivant à la résidence du gouverneur, François-Ferdinand fait part de son mécontentement aux autorités locales : « C'est comme ça que vous accueillez vos invités — avec des bombes ! ».
Il décide par la suite d'aller visiter les blessés à l'hôpital. Toutefois, les chauffeurs ne sont pas avertis du changement d'itinéraire, ce qui oblige la voiture archiducale à s'arrêter au milieu de la foule, devant le jeune Gavrilo Princip à un moment où, confrontés à l'échec de leur entreprise, les jeunes terroristes cherchent à s'éloigner discrètement de la foule. Saisissant sa chance, Princip tire sur le couple, atteignant Sophie à l'abdomen et François-Ferdinand au cou.
François-Ferdinand est encore vivant lorsque les premiers témoins arrivent pour leur porter secours. Ses derniers mots sont pour Sophie : « Ne mourez pas, Darling, vivez pour nos enfants ». Il meurt quelques minutes plus tard tandis que Sophie meurt sur le chemin de l'hôpital.

#### Sépulture

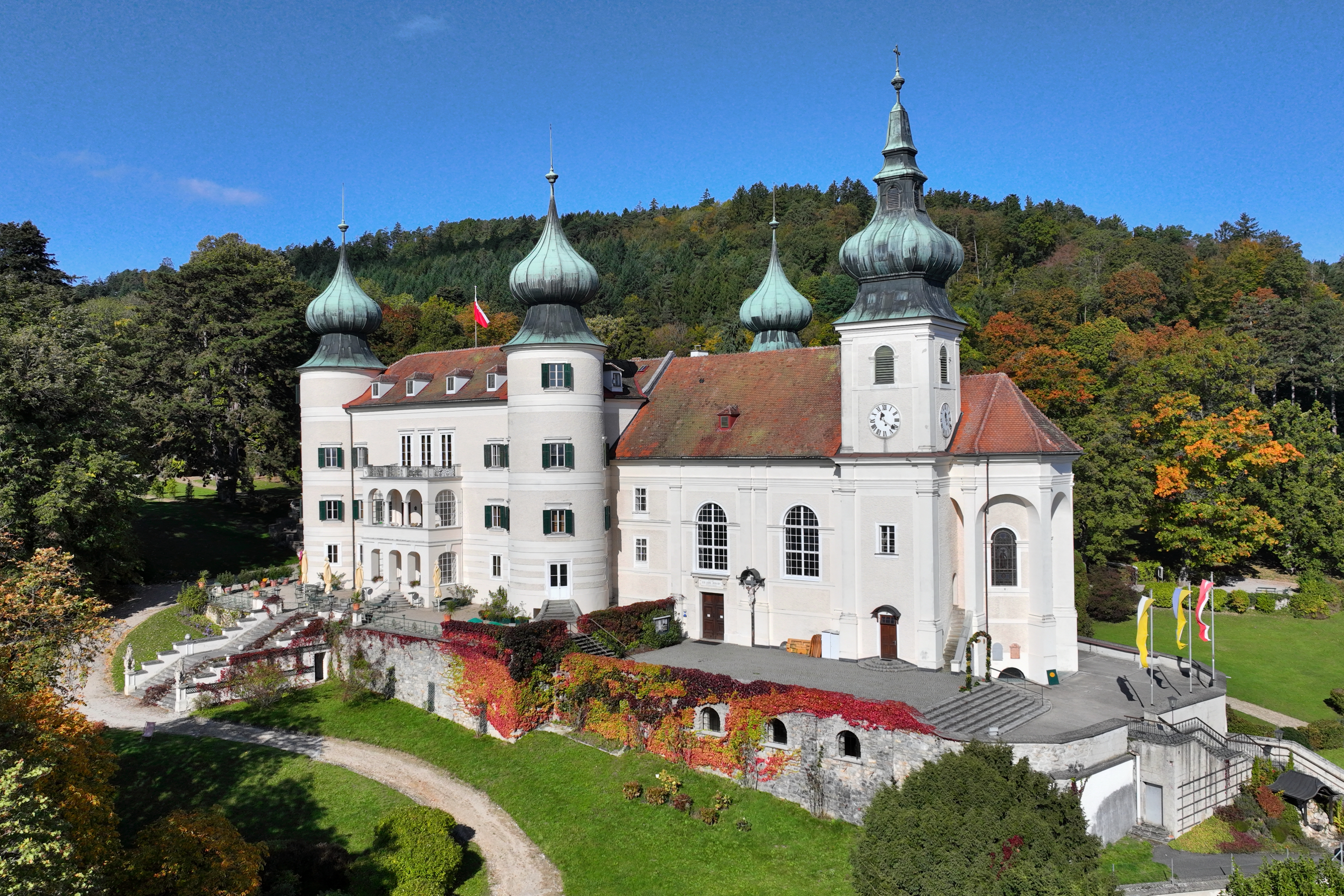
Château d'Artstetten avec la crypte familiale sous le parvis de l'église du château.

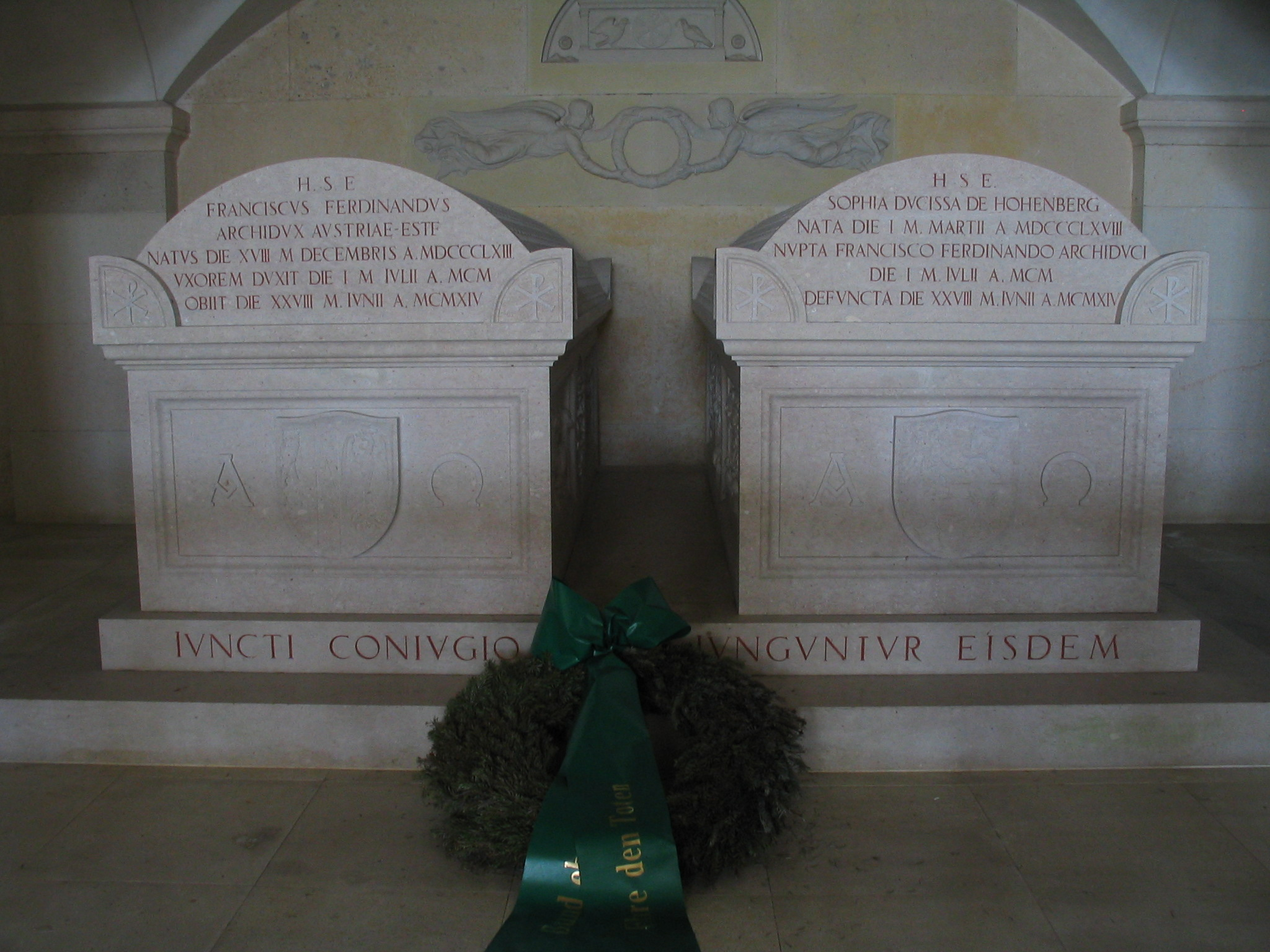
Sépultures de François-Ferdinand et Sophie au château d'Artstetten.

Avant sa mort, l'archiduc François-Ferdinand avait fait ériger une chapelle au château d'Artstetten où il voulait reposer en compagnie de son épouse, Sophie, celle-ci ne pouvant être inhumée dans la crypte des Capucins à Vienne.
Les obsèques ont eu lieu à Vienne, le 4 juillet 1914, en présence de l'empereur, de la famille impériale et royale, des enfants du couple et des officiels autrichiens dans un cadre restreint (en raison du mariage morganatique de l'archiduc pas de membre de maisons régnantes ni de représentation diplomatique). L'inhumation, dans la chapelle funéraire du château d'Artstetten, est une cérémonie privée.
Les enfants du couple ont été recueillis par l'archiduchesse Marie-Thérèse de Bragance, fille de Michel Ier de Portugal et veuve de leur grand-père paternel, l'archiduc Charles-Louis. Ils écriront, peu de temps avant sa mort, une lettre à l'assassin de leurs parents.

#### Conséquences
En Autriche, les circonstances de la mort de François-Ferdinand suscitent des réactions diverses, de la tristesse à la satisfaction de voir disparaître le plus fervent partisan du trialisme.
Les réactions serbes sont sans équivoque. Des manifestations de joie, autant à Belgrade qu'en province, sont attestées par les diplomates en poste dans le royaume, malgré l'observation d'un deuil de huit semaines en Serbie.
L'assassinat de l'archiduc galvanise les partis bellicistes. Après un mois de tergiversation, l'empereur François-Joseph fait publier une déclaration de guerre au royaume de Serbie. Par la suite, une escalade de déclarations de guerre entre les empires centraux, dont l'Empire allemand, et les pays alliés de la Serbie, déclenche la Première Guerre mondiale,,.

## Représentations dans la culture populaire

### Au cinéma
- Schulter an Schulter (1936) de Erwin Wratschko, images d'archives.
- Forgotten Treasure (1943) de Sammy Lee, images d'archives.
- Le film De Mayerling à Sarajevo de Max Ophüls (1940) retrace la vie de l'archiduc et de son épouse. L'archiduc est interprété par l'acteur américain John Lodge et son épouse par Edwige Feuillère. Le film, centré sur l'histoire d'amour entre l'archiduc et Sophie Chotek, présente François-Ferdinand comme un apôtre de la paix et de l'égalité entre les peuples de l'empire.
- Le Secret de Mayerling, un film de Jean Delannoy (1949)
- Dans Colonel Redl de István Szabó (1985), le rôle de l'archiduc — présenté comme un personnage odieux — est interprété par Armin Müller-Stahl.
- 2021 : The King's Man : Première mission (2021) de Matthew Vaughn, interprété par Ron Cook.

### À la télévision
- 2014 :
  - Sarajevo de Martin Ambrosch et Kurt Mündl avec Reinhard Forcher.
  - L'émission Secrets d'Histoire intitulée François-Ferdinand ou la fin du monde, lui est consacrée[52],[53].

### Bande dessinée historique
- Jean-Yves Le Naour et Chandre, François-Ferdinand, Bamboo, 2014.

## Généalogie
|  |                                                |  |  |  |  |  |  |  |  |  |  |  |  |  |  |  |
|  | 16. Léopold II du Saint-Empire                 |  |  |  |  |  |  |  |  |  |  |  |  |  |  |  |
|  |                                                |  |  |  |  |  |  |  |  |  |  |  |  |  |  |  |
|  |                                                |  |  |  |  |  |  |  |  |  |  |  |  |  |  |  |
|  | 8. François Ier d'Autriche                     |  |  |  |  |  |  |  |  |  |  |  |  |  |  |  |
|  |                                                |  |  |  |  |  |  |  |  |  |  |  |  |  |  |  |
|  |                                                |  |  |  |  |  |  |  |  |  |  |  |  |  |  |  |
|  | 17. Marie-Louise d'Espagne                     |  |  |  |  |  |  |  |  |  |  |  |  |  |  |  |
|  |                                                |  |  |  |  |  |  |  |  |  |  |  |  |  |  |  |
|  |                                                |  |  |  |  |  |  |  |  |  |  |  |  |  |  |  |
|  | 4. François-Charles d'Autriche                 |  |  |  |  |  |  |  |  |  |  |  |  |  |  |  |
|  |                                                |  |  |  |  |  |  |  |  |  |  |  |  |  |  |  |
|  |                                                |  |  |  |  |  |  |  |  |  |  |  |  |  |  |  |
|  | 18. Ferdinand Ier des Deux-Siciles             |  |  |  |  |  |  |  |  |  |  |  |  |  |  |  |
|  |                                                |  |  |  |  |  |  |  |  |  |  |  |  |  |  |  |
|  |                                                |  |  |  |  |  |  |  |  |  |  |  |  |  |  |  |
|  | 9. Marie-Thérèse de Bourbon-Naples             |  |  |  |  |  |  |  |  |  |  |  |  |  |  |  |
|  |                                                |  |  |  |  |  |  |  |  |  |  |  |  |  |  |  |
|  |                                                |  |  |  |  |  |  |  |  |  |  |  |  |  |  |  |
|  | 19. Marie-Caroline d'Autriche                  |  |  |  |  |  |  |  |  |  |  |  |  |  |  |  |
|  |                                                |  |  |  |  |  |  |  |  |  |  |  |  |  |  |  |
|  |                                                |  |  |  |  |  |  |  |  |  |  |  |  |  |  |  |
|  | 2. Charles-Louis d'Autriche                    |  |  |  |  |  |  |  |  |  |  |  |  |  |  |  |
|  |                                                |  |  |  |  |  |  |  |  |  |  |  |  |  |  |  |
|  |                                                |  |  |  |  |  |  |  |  |  |  |  |  |  |  |  |
|  | 20. Frédéric de Deux-Ponts-Birkenfeld          |  |  |  |  |  |  |  |  |  |  |  |  |  |  |  |
|  |                                                |  |  |  |  |  |  |  |  |  |  |  |  |  |  |  |
|  |                                                |  |  |  |  |  |  |  |  |  |  |  |  |  |  |  |
|  | 10. Maximilien Ier de Bavière                  |  |  |  |  |  |  |  |  |  |  |  |  |  |  |  |
|  |                                                |  |  |  |  |  |  |  |  |  |  |  |  |  |  |  |
|  |                                                |  |  |  |  |  |  |  |  |  |  |  |  |  |  |  |
|  | 21. Françoise de Palatinat-Soulzbach           |  |  |  |  |  |  |  |  |  |  |  |  |  |  |  |
|  |                                                |  |  |  |  |  |  |  |  |  |  |  |  |  |  |  |
|  |                                                |  |  |  |  |  |  |  |  |  |  |  |  |  |  |  |
|  | 5. Sophie de Bavière                           |  |  |  |  |  |  |  |  |  |  |  |  |  |  |  |
|  |                                                |  |  |  |  |  |  |  |  |  |  |  |  |  |  |  |
|  |                                                |  |  |  |  |  |  |  |  |  |  |  |  |  |  |  |
|  | 22. Charles-Louis de Bade                      |  |  |  |  |  |  |  |  |  |  |  |  |  |  |  |
|  |                                                |  |  |  |  |  |  |  |  |  |  |  |  |  |  |  |
|  |                                                |  |  |  |  |  |  |  |  |  |  |  |  |  |  |  |
|  | 11. Caroline de Bade                           |  |  |  |  |  |  |  |  |  |  |  |  |  |  |  |
|  |                                                |  |  |  |  |  |  |  |  |  |  |  |  |  |  |  |
|  |                                                |  |  |  |  |  |  |  |  |  |  |  |  |  |  |  |
|  | 23. Amélie de Hesse-Darmstadt                  |  |  |  |  |  |  |  |  |  |  |  |  |  |  |  |
|  |                                                |  |  |  |  |  |  |  |  |  |  |  |  |  |  |  |
|  |                                                |  |  |  |  |  |  |  |  |  |  |  |  |  |  |  |
|  | 1. François-Ferdinand d'Autriche               |  |  |  |  |  |  |  |  |  |  |  |  |  |  |  |
|  |                                                |  |  |  |  |  |  |  |  |  |  |  |  |  |  |  |
|  |                                                |  |  |  |  |  |  |  |  |  |  |  |  |  |  |  |
|  | 24. Ferdinand Ier des Deux-Siciles             |  |  |  |  |  |  |  |  |  |  |  |  |  |  |  |
|  |                                                |  |  |  |  |  |  |  |  |  |  |  |  |  |  |  |
|  |                                                |  |  |  |  |  |  |  |  |  |  |  |  |  |  |  |
|  | 12. François Ier des Deux-Siciles              |  |  |  |  |  |  |  |  |  |  |  |  |  |  |  |
|  |                                                |  |  |  |  |  |  |  |  |  |  |  |  |  |  |  |
|  |                                                |  |  |  |  |  |  |  |  |  |  |  |  |  |  |  |
|  | 25. Marie-Caroline d'Autriche                  |  |  |  |  |  |  |  |  |  |  |  |  |  |  |  |
|  |                                                |  |  |  |  |  |  |  |  |  |  |  |  |  |  |  |
|  |                                                |  |  |  |  |  |  |  |  |  |  |  |  |  |  |  |
|  | 6. Ferdinand II des Deux-Siciles               |  |  |  |  |  |  |  |  |  |  |  |  |  |  |  |
|  |                                                |  |  |  |  |  |  |  |  |  |  |  |  |  |  |  |
|  |                                                |  |  |  |  |  |  |  |  |  |  |  |  |  |  |  |
|  | 26. Charles IV d'Espagne                       |  |  |  |  |  |  |  |  |  |  |  |  |  |  |  |
|  |                                                |  |  |  |  |  |  |  |  |  |  |  |  |  |  |  |
|  |                                                |  |  |  |  |  |  |  |  |  |  |  |  |  |  |  |
|  | 13. Marie-Isabelle d'Espagne                   |  |  |  |  |  |  |  |  |  |  |  |  |  |  |  |
|  |                                                |  |  |  |  |  |  |  |  |  |  |  |  |  |  |  |
|  |                                                |  |  |  |  |  |  |  |  |  |  |  |  |  |  |  |
|  | 27. Marie-Louise de Bourbon-Parme              |  |  |  |  |  |  |  |  |  |  |  |  |  |  |  |
|  |                                                |  |  |  |  |  |  |  |  |  |  |  |  |  |  |  |
|  |                                                |  |  |  |  |  |  |  |  |  |  |  |  |  |  |  |
|  | 3. Marie-Annonciade de Bourbon-Siciles         |  |  |  |  |  |  |  |  |  |  |  |  |  |  |  |
|  |                                                |  |  |  |  |  |  |  |  |  |  |  |  |  |  |  |
|  |                                                |  |  |  |  |  |  |  |  |  |  |  |  |  |  |  |
|  | 28. Léopold II du Saint-Empire                 |  |  |  |  |  |  |  |  |  |  |  |  |  |  |  |
|  |                                                |  |  |  |  |  |  |  |  |  |  |  |  |  |  |  |
|  |                                                |  |  |  |  |  |  |  |  |  |  |  |  |  |  |  |
|  | 14. Charles-Louis d'Autriche-Teschen           |  |  |  |  |  |  |  |  |  |  |  |  |  |  |  |
|  |                                                |  |  |  |  |  |  |  |  |  |  |  |  |  |  |  |
|  |                                                |  |  |  |  |  |  |  |  |  |  |  |  |  |  |  |
|  | 29. Marie-Louise d'Espagne                     |  |  |  |  |  |  |  |  |  |  |  |  |  |  |  |
|  |                                                |  |  |  |  |  |  |  |  |  |  |  |  |  |  |  |
|  |                                                |  |  |  |  |  |  |  |  |  |  |  |  |  |  |  |
|  | 7. Marie-Thérèse de Habsbourg-Lorraine-Teschen |  |  |  |  |  |  |  |  |  |  |  |  |  |  |  |
|  |                                                |  |  |  |  |  |  |  |  |  |  |  |  |  |  |  |
|  |                                                |  |  |  |  |  |  |  |  |  |  |  |  |  |  |  |
|  | 30. Frédéric-Guillaume de Nassau-Weilburg      |  |  |  |  |  |  |  |  |  |  |  |  |  |  |  |
|  |                                                |  |  |  |  |  |  |  |  |  |  |  |  |  |  |  |
|  |                                                |  |  |  |  |  |  |  |  |  |  |  |  |  |  |  |
|  | 15. Henriette de Nassau-Weilbourg              |  |  |  |  |  |  |  |  |  |  |  |  |  |  |  |
|  |                                                |  |  |  |  |  |  |  |  |  |  |  |  |  |  |  |
|  |                                                |  |  |  |  |  |  |  |  |  |  |  |  |  |  |  |
|  | 31. Louise Isabelle de Kirchberg               |  |  |  |  |  |  |  |  |  |  |  |  |  |  |  |
|  |                                                |  |  |  |  |  |  |  |  |  |  |  |  |  |  |  |
|  |                                                |  |  |  |  |  |  |  |  |  |  |  |  |  |  |  |